# أدريانا فرانش
أدريانا نيكول فرانش (من مواليد 12 نوفمبر 1990) هي لاعبة كرة القدم أميركية في مركز حارس المرمى وتلعب حاليا لكانساس سيتي [الإنجليزية] في الدوري الوطني لكرة القدم للسيدات (NWSL). وهي عضوة في منتخب الولايات المتحدة لكرة القدم للسيدات.

## البدايات
نشأت فرانش في سالينا بالكانساس. التحقت بمدرسة ثانوية سالينا الجنوبية [الإنجليزية] وكانت حارسة المرمى الأساسية لمدة ثلاثة مواسم، لكنها لم تلعب موسمها الأول بسبب إصابة تعرضت لها أثناء لعب كرة السلة. حصلت على مرتبة الشرف من All-State وAll-Southwest Region وAll-League، بالإضافة إلى أفضل لاعب في الدوري خلال فترة وجودها في الثانوية. كانت فرانش أيضًا لاعبًا نجمًا في كرة السلة حصل على تكريم الفريق الأول في All-County وAll-League بالإضافة إلى ذكر مشرف في All-State.
كانت فرانش عضوًا لمدة ثلاث سنوات في فريق برنامج تطوير الألعاب الأولمبية في كانساس (ODP). لعبت في فريق المنطقة II لبرنامج تطوير الألعاب الأولمبية (بالإنجليزية: Region II ODP) وكانت لاعبة الاتحاد الوطني لبرنامج تطوير الألعاب الأولمبية (بالإنجليزية: ODP National Pool) في عام 2006. قادت فريق ناديها، KC Comets Select، إلى بطولة ولاية كانساس في عام 2006 وإلى نهائيات ولاية كانساس في عامي 2007 و2008.
عندما كانت طفلة، كانت حارسة المرمى المفضلة لفرانش هي حارسة المنتخب الوطني للسيدات، بريانا سكوري [الإنجليزية]، وكان الناس يطلقون عليها اسم «برينا سكوري التالية».

### جامعة ولاية أوكلاهوما
كانت فرانش حارسة المرمى الأساسية لجامعة ولاية أوكلاهوما كطالب جديد في عام 2009، ولعبت في 24 مباراة وسمحت فقط بـالتسجيل عليها 14 هدفًا بمعدل 0.61 هدف في كل مباراة. ذهبت 15-6-2 مع 11 إمباراة دون أهداف وانتسبت للفريق الأول آل-بيغ 12. لعبت فرانش دورًا رئيسيًا في فوز فريق راعيات البقر ببطولة بيغ 12 للمرة الثانية على الإطلاق.
تُعد فرانش أحد أكثر اللاعبين تتويجًا في مؤتمر بيغ 12 ‏ وتاريخ كرة القدم بجامعة ولاية أوكلاهوما. وصلت لمرتين إلى نصف النهائي لبطولة جميع-الامريكيين وكأس هيرمان ‏. عُينت خلال مواسمها الأربعة مع ولاية أوكلاهوما في الفريق الأول بيغ 12، وهي اللاعب السابع في تاريخ مؤتمر بيغ 12 ‏ الذي حقق هذا التميز.
تحتفظ فرانش بالسجل الرياضي في جامعة ولاية أوكلاهوما مع 38 مباراة دون أهداف وقادت بيغ 12 في نفس الفئة في ثلاثة من مواسمها الأربعة. أنهت حياتها المهنية مع 325 حفظًا لتحتل المرتبة الثانية في تاريخ البرنامج. احتلت فرانش بـ38 مباراة دون أهداف المركز السادس على الإطلاق في تاريخ الرابطة الوطنية لرياضة الجامعات، وبـ8، 064:02 دقيقة المركز التاسع في قائمة الرابطة الوطنية لرياضة الجامعات. كمبتدئة، احتلت المرتبة الثانية في الرابطة حسب الأهداف بمعدل (0.348) والثالثة في نسبة نسبة حفظ الشباك (0.92). كما أنها سجلت الرقم القياسي لموسم واحد لجامعة ولاية أوكلاهوما مع 12 مباراة دون أهداف.
في عام 2010، أصبحت فرانش أول لاعبة كرة قدم في ولاية أوكلاهوما تلعب مع منتخب الولايات المتحدة عندما استدعيت إلى فريق الولايات المتحدة تحت 20 عامًا.

## المسيرة مع النوادي

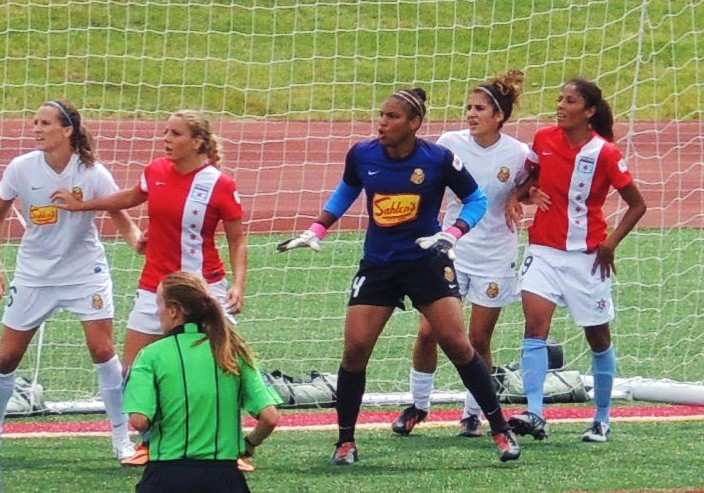
4 يوليو 2013؛ أدريانا فرانش تدافع عن ركلة ركنية في مباراة شيكاغو ريد ستارز ضد ويسترن نيويورك فلاش. من اليسار إلى اليمين: كاثرين رينولدز-16، أدريانا ليون-16، أدريانا فرانش -24، أنجيلا سالم-6، ماريبيل دومينجيز-9

### نادي ويسترن نيويورك فلاش 2013-2014
في 18 كانون الثاني (يناير) 2013، كانت فرانش هي الاختيار السادس خلال الجولة الأولى من مشروع الكلية لعام 2013 ‏ للرابطة الوطنية لكرة القدم النسائية. أول حارس مرمى يختاره أي فريق وأول لاعب يختاره فريق ويسترن نيويورك فلاش. قالت فرانش عن فلاش، «إنهم فريق قوي للغاية يلعب معًا ويعرف كيف يفوز. إنها بيئة أشعر بالسعادة حقًا لوجودي حولها لأن لديهم الكثير من الحماس والوجدان». خلال أول مباراة للفريق في الموسم العادي ضد نادي سكاي بلو، أنقذت فرانش المرمى ست مرات. على الرغم من أن فلاش خسرت بـ 1-0 بسبب هدف في مرماها، إلا أنها كانت تُبشر لأنها قوة هائلة في المرمى وآفاق مستقبلية في كأس العالم للسيدات 2015.
غابت فرانش عن موسم الدوري الوطني لكرة القدم للسيدات 2014 بسبب تمزق الرباط الصليبي الأمامي.

### نادي أفالدسنيس 2015
بعد إعادة تأهيل إصابتها، انضمت فرانش إلى نادي أفالدسنيس، وهو ناد نرويجي يتنافس في الدوري النرويجي الممتاز للسيدات ‏، في عام 2015. لعبت 12 مباراة و1080 دقيقة للفريق، وسجلت 4 مبارايات دون أهداف. أنهى الفريق الدوري النرويجي الممتاز للسيدات 2015 في المركز الثاني.

### نادي بورتلاند ثورنز 2016-2021
في 10 ديسمبر 2015، وقعت فرانش مع النادي الوطني لكرة القدم النسائية، بورتلاند ثورنز إف سي، بعد أن تم تداول حقوقها من التوسع أورلاندو برايد. بصفتها حارسًا احتياطيًا لميشيل بيتوس ‏، ساعدت فريق ثورنز في الفوز بدرع الدوري الوطني لكرة القدم للسيدات ‏ في موسم 2016، حيث سجلت ثلاث مبارايات دون أهداف في ست مباريات. بصفتها حارسًا أساسيًا في عام 2017، سجلت رقمًا قياسيًا في الدوري مع 11 مباراة دون أهداف في الموسم العادي،  ساعدت فريق ثورنز على الفوز ببطولة الدوري الوطني لكرة القدم للسيدات في مباراة انتهت بنتيجة 1-0 ضد نورث كارولاينا كوريج، وحصلت على لقب أفضل حارس مرمى في الدوري الوطني لكرة القدم للسيدات لهذا العام ‏.
بعد أن بدأت أول 3 مباريات من موسم 2018، غابت فرانش عن 9 مباريات بعد خضوعها لعملية جراحية لإصلاح تمزق طفيف في الغضروف المفصلي في ركبتها. عادت إلى الميدان في 22 يونيو ضد هيوستن داش. حصلت فرانش على لقب أفضل لاعب في الأسبوع، للأسبوع 14 بعد تسجيل 11 حفظ خلال مباراتين مع ثورنز في ذلك الأسبوع. تم تسمية فرانش بجائزة الدوري الوطني لكرة القدم للسيدات لأفضل XI لعام 2018 وحصلت على جائزة أفضل حارس مرمى في الدوري الوطني لكرة القدم للسيدات للعام الثاني على التوالي، لتصبح أول لاعبة تفوز بالجائزة مرتين.
في 17 أغسطس 2021، أُعلن أنه سيتم تداول فرانش مع كانساس سيتي للسيدات في مقابل حارسة المرمى آبي سميث و 150 ألف دولار من أموال التخصيص.

## المسيرة الدولية

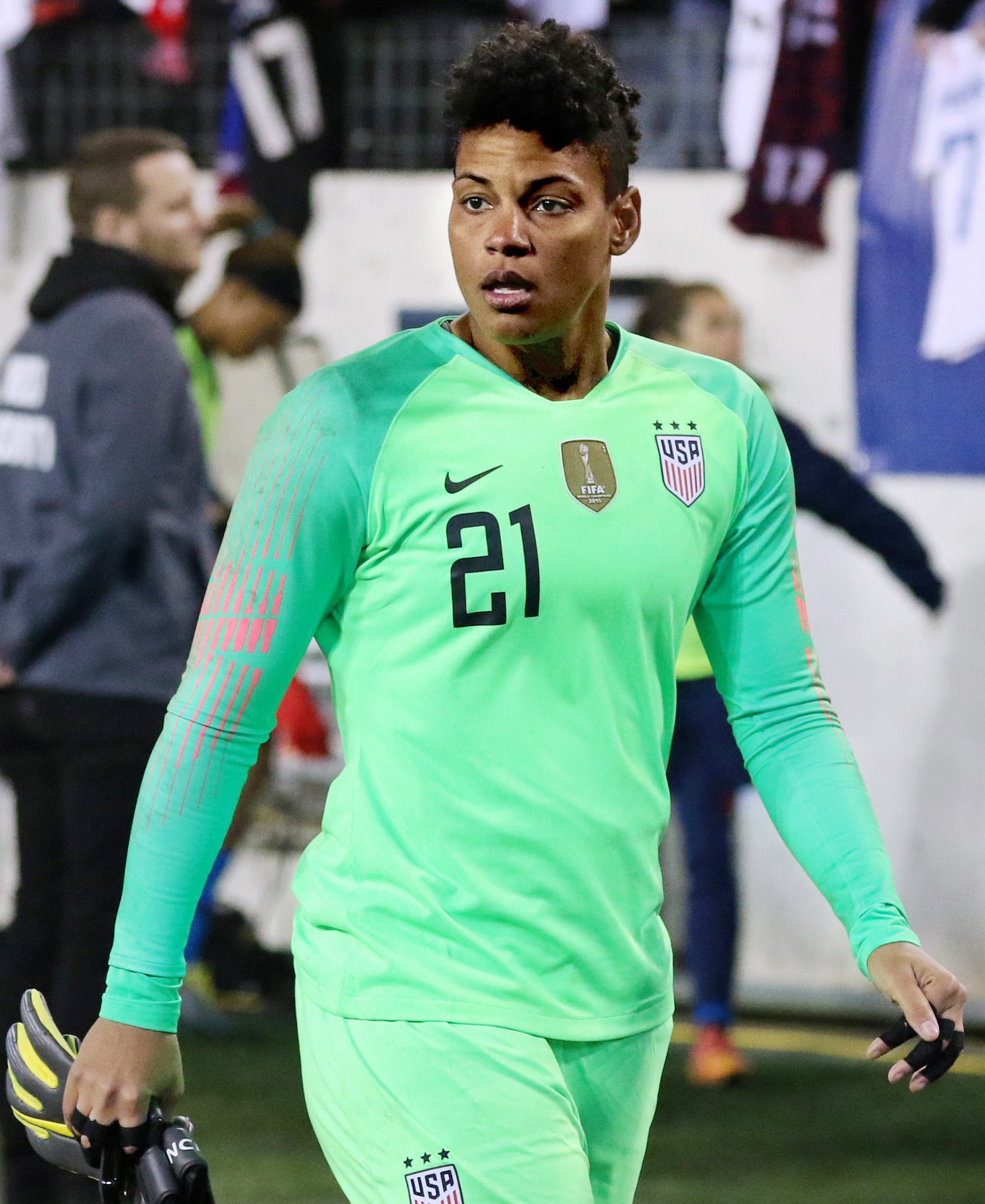
فرانش في أول ظهور لها مع منتخب الولايات المتحدة لكرة القدم للسيدات ضد إنجلترا في 2 مارس 2019.

لعبت فرانش مع فرق تحت-20 وتحت-23 ومنتخب الوطني للسيدات أكابر في الولايات المتحدة. جاء أول استدعاء لها على الإطلاق للمنتخبات الوطنية للشباب في الولايات المتحدة في نهاية عام 2009 عندما استدعيت إلى معسكر تحت-20 في صنرايز بفلوريدا. جاءت أولى مبارياتها الدولية في بطولة لا مانغا في إسبانيا في مارس 2010، حيث لعبت ضد النرويج وألمانيا، وحققت فوزًا وتعادلًا.
في مايو 2012، استدعيت فرانش للتدريب مع فريق كرة القدم الوطني للسيدات في الولايات المتحدة استعدادًا لدورة الألعاب الأولمبية الصيفية لعام 2012 من قبل المدرب بيا سوندهاجه. في مارس 2013، عينها مدرب الفريق الأمريكي لكرة القدم للسيدات، توم سيرماني، في قائمة الفريق الأول لمباريات المعرض القادمة ضد ألمانيا وهولندا.
استدعت المدربة جيل إليس فرانش إلى المعسكر التدريبي لمنتخب الولايات المتحدة لكرة القدم للسيدات في يناير 2016. ومرة أخرى في المباريات الودية في يونيو 2016 ضد اليابان. استدعيت  إلى معسكر التدريب في نوفمبر 2016 لكنها لم تتمكن من حضور المخيم.
في يناير 2018، تلقت فرانش استدعاءًا ملمعسكر التدريبي السنوي لمنتخب الولايات المتحدة لكرة القدم للسيدات لشهر يناير. أُدرج اسمها أيضًا في قائمة بطولة الأمم 2018 ‏، فازت الولايات المتحدة بالبطولة لكن فرانش لم تلعب قط، حيث لعبت الحارس رقم واحد في المنتخب الأمريكي أليسا نايير جميع المباريات الثلاث. استدعيت فرانش إلى المعسكر لمجموعة من المباريات الودية ضد تشيلي في أغسطس 2018، لكنها مرة أخرى لم تلعب قط. اختيرت فرانش في القائمة الأولية المكونة من 35 شخصًا لبطولة الكونكاف للسيدات 2018 ‏ ولكن لم تُدرج في قائمة آخر 20 شخصًا، ولكن أُعلن عن أنها ستستمر في الانضمام إلى الفريق للمساعدة في التحضير.
استدعيت فرانش للمنتخب الوطني الأول للمباريات الودية في البرتغال واسكتلندا في نوفمبر 2018. في يناير 2019، شاركت في المعسكر التدريبي السنوي للمنتخب الأمريكي في يناير، والذي أقيم في منطقة الغرب في البرتغال. بقيت فرانش مع المنتخب الوطني للمباريات اللاحقة ضد فرنسا وإسبانيا، لكن لم تُمنح أي وقت للعب.
في فبراير 2019، أعلنت كرة القدم الأمريكية أن فرانش سيكون على قائمة المنتخب الوطني للسيجات في كأس شيبيليفز 2019 . لعبت فرانش كامل مباراة المنتخب الأمريكي الثانية في البطولة، وانتهت المباراة بالتعادل 2-2 ضد إنجلترا. كانت هذه أول بداية لها على الإطلاق مع المنتخب الوطني الأول.

### الظهور الدولي
| # | التاريخ        | المكان                 | الخصم     | النتيجة | الأهداف | المسابقة                |
| - | -------------- | ---------------------- | --------- | ------- | ------- | ----------------------- |
| 1 | 2 مارس 2019    | ناشفيل، تينيسي         | إنجلترا   | خسارة   | 2-2     | كأس شيبيليفز 2019       |
| 2 | 29 أغسطس 2019  | فيلاديلفيا، بنسيلفينيا | البرتغال  | فوز     | 4-0     | ودية                    |
| 3 | 10 نوفمبر 2019 | جاكسونفيل، فلوريدا     | كوستاريكا | فوز     | 6-0     | ودية                    |
| 4 | 13 يونيو 2021  | هيوستن، تكساس          | جامايكا   | فوز     | 4-0     | ودية؛ سلسلة الصيف USWNT |

### الظهور الأولمبي
| المباراة                                            | التاريخ    | المكان          | الخصم    | المشاركة               | النتيجة   | الدور                                                                            |
| --------------------------------------------------- | ---------- | --------------- | -------- | ---------------------- | --------- | -------------------------------------------------------------------------------- |
| بطولة كرة القدم الاولمبية للسيدات 2020 [الإنجليزية] |            |                 |          |                        |           |                                                                                  |
| 1                                                   | 2021-08-02 | كاشيما، اليابان | كندا     | دخول 30' (خروج Naeher) | 0-1 خسارة | كرة القدم في الألعاب الأولمبية الصيفية 2020 – بطولة السيدات – مرحلة خروج المغلوب |
| 2                                                   | 2021-08-05 | كاشيما، اليابان | أستراليا | من البداية             | 4–3 فوز   | كرة القدم في الألعاب الأولمبية الصيفية 2020 – بطولة السيدات – مرحلة خروج المغلوب |

## الحياة الشخصية
نشأت فرانش في سالينا، كانساس مع والدتها وشقيقين. عندما كانت في العاشرة من عمرها، اشترت عائلتها منزلًا من خلال المسكن من أجل الإنسانية ‏ والذي ساعدت والدتها في بنائه.
تزوجت فرانش من إميلي بوسكاتشي في 21 ديسمبر 2019.
في المباراة الثانية من كأس شيبيليفز 2019، استبدلت فرانش اسمها على قميص لعبتها باسم حارس مرمى المنتخب الوطني السابق بريانا سكوري ‏، التي التقت بها عندما كانت طفلة.

## روابط خارجية
- أدريانا فرانش على موقع الاتحاد الدولي (مؤرشف)  (الإنجليزية)
- أدريانا فرانش على موقع اتحاد النرويج (النرويجية)
- أدريانا فرانش على موقع إي إس بي إن إف سي (الإنجليزية)
- أدريانا فرانش على موقع قاعدة بيانات كرة القدم.إي يو (الإنجليزية)
- أدريانا فرانش على موقع ليكيب (الفرنسية)
- أدريانا فرانش على موقع Soccerway.com (الإنجليزية)
- أدريانا فرانش على موقع عالم كرة القدم.نت (الإنجليزية)
- أدريانا فرانش على موقع اللجنة الأولمبية الدولية (الإنجليزية)
- أدريانا فرانش على موقع أوليمبيديا (الإنجليزية)
- ويسترن نيويورك فلاش الملف الشخصي لللاعب
- ولاية أوكلاهوما الملف الشخصي لللاعب
- الملف الشخصي لكرة القدم الأمريكية